# Pseudocalamobius lobatus
Pseudocalamobius lobatus är en skalbaggsart som beskrevs av Stefan von Breuning 1940. Pseudocalamobius lobatus ingår i släktet Pseudocalamobius och familjen långhorningar. Inga underarter finns listade i Catalogue of Life.